# Jaap Eden Trofee 1989
19e Jaap Eden Trofee 1988 was een schaatsmarathon. Het is de negentiende editie van de Jaap Eden Trofee die werd gehouden op zaterdag 20 januari 1990 en plaatsvond op de Jaap Edenbaan in Amsterdam. De winnaar van de negentiende editie was bij de mannen Yep Kramer, het zilver was voor Richard van Kempen en het brons voor Piet Kleine. De winnaar van de zesde editie bij de vrouwen Petra Moolhuizen, die voor de tweede keer de trofee weet te winnen en hierdoor recordkampioen is bij de vrouwen, het zilver was voor Elske van der Meer en het brons voor Alida Pasveer.

## Podia
| Klasse              | Eerste           | Tweede             | Derde         |
| ------------------- | ---------------- | ------------------ | ------------- |
| Top-divisie mannen  | Yep Kramer       | Richard van Kempen | Piet Kleine   |
| Top-divisie vrouwen | Petra Moolhuizen | Elske van der Meer | Alida Pasveer |

## Uitslag Top-divisie mannen[1]
| #      | Rijder                       | Nationaliteit | Ploeg | Ronde |
| ------ | ---------------------------- | ------------- | ----- | ----- |
| Goud   | Yep Kramer                   | Nederland     |       |       |
| Zilver | Richard van Kempen           | Nederland     |       |       |
| Brons  | Piet Kleine                  | Nederland     |       |       |
| 4      | Lammert Huitema              | Nederland     |       |       |
| 5      | Haico Bouma                  | Nederland     |       |       |
| 6      | Konstantin Korotkov          | Sovjet-Unie   |       |       |
| 7      | Piet de Boer                 | Nederland     |       |       |
| 8      | Peter de Vries               | Nederland     |       |       |
| 9      | Henk van Benthem             | Nederland     |       |       |
| 10     | Jos Pronk                    | Nederland     |       |       |
| 11     | Lex Cazemier                 | Nederland     |       |       |
| 12     | Rein Jonker                  | Nederland     |       |       |
| 13     | Nanne Semplonius             | Nederland     |       |       |
| 14     | Fausto de Oliveira Marreiros | Nederland     |       |       |
| 15     | Jan Bakker                   | Nederland     |       |       |
| 16     | Piet Manden                  | Nederland     |       |       |
| 17     | Robert Vunderink             | Nederland     |       |       |
| 18     | Oleg Bozjev                  | Sovjet-Unie   |       |       |
| 19     | Ard Alderts                  | Nederland     |       |       |
| 20     | Arnold Stam                  | Nederland     |       |       |

## Uitslag Top-divisie vrouwen[2]
| #      | Rijder               | Nationaliteit | Ploeg | Ronde |
| ------ | -------------------- | ------------- | ----- | ----- |
| Goud   | Petra Moolhuizen     | Nederland     |       |       |
| Zilver | Elske van der Meer   | Nederland     |       |       |
| Brons  | Alida Pasveer        | Nederland     |       |       |
| 4      | Erna Uitham          | Nederland     |       |       |
| 5      | Boukje Keulen        | Nederland     |       |       |
| 6      | Harriët Berkhoff     | Nederland     |       |       |
| 7      | Kitty Snel           | Nederland     |       |       |
| 8      | Ingrid Haring        | Nederland     |       |       |
| 9      | Simone van der Heide | Nederland     |       |       |
| 10     | Hannie Frederiks     | Nederland     |       |       |

1971 · 
1972 · 
1973 ·
1974 · 
1975 · 
1976 · 
1977 · 
1978 · 
1979 · 
1980 · 
1981 · 
1982 · 
1983 · 
1984 · 
1985 · 
1986 · 
1987 · 
1988 · 
1989 · 
1990 · 
1991 · 
1992 · 
1993 · 
1994 · 
1995 · 
1996 · 
1997 · 
1998 · 
1999 · 
2000 · 
2001 · 
2002 · 
2003 · 
2004 · 
2005 · 
2006 · 
2007 · 
2008 · 
2009 · 
2010 · 
2011 · 
2012 · 
2013 · 
2014 · 
2015 · 
2016 · 
2017 · 
2018 · 
2019 · 
2020 ·  
2021 · 
2022 · 
2023 · 
2024